# Copallin (distrito)
Copallin é um distrito peruano localizado na Província de Bagua, departamento Amazonas. Sua capital é a cidade de Copallin.

## Transporte
O distrito de Copallin é servido pela seguinte rodovia:
- AM-101, que liga o distrito a cidade de El Parco